# Amigo secreto
Amigo secreto, (também conhecido como amigo oculto, amigo X, ou amigo invisível) é uma brincadeira tradicional das festividades de fim de ano, como Natal e Ano-Novo.
Essa brincadeira consiste em presentear uma pessoa escolhida por sorteio dentre um grupo de interessados em participar da atividade, incluindo o próprio sorteador, que deve manter em sigilo o nome sorteado. Para evitar situações injustas ou desiguais, costuma-se combinar, antecipadamente, valores máximos a se gastar ou até os tipos de presente que farão parte do amigo secreto. Uma das pessoas envolvidas começa a dinâmica, geralmente descrevendo características positivas de seu sorteado, até que um dos não sorteados descubra de quem se trata. A pessoa sorteada recebe o presente e, em seguida, descreve características positivas de quem sorteou. A brincadeira continua até que todos os participantes tenham recebido seus respectivos presentes.